# Beuzeville

Beuzeville este o comună în departamentul Eure, Franța. În 1 ianuarie 2022 avea o populație de 4.697 de locuitori.